# 绿春金钩如意草
绿春金钩如意草（学名：Corydalis taliensis var. potentillifolia）为罂粟科紫堇属下的一个变种。

## 扩展阅读
- 維基物種上的相關：绿春金钩如意草